# Fontaine de la Reine
La fontaine de la Reine, également appelée fontaine de la Reynie, ou fontaine Greneta, est une fontaine située à Paris, dans le 2e arrondissement. Hors d'eau, elle forme l'angle des nos  142 rue Saint-Denis et 28 rue Greneta.
Elle est protégée au titre de monument historique depuis 1994.

## Description
La fontaine s'enclave dans l'immeuble formant l'angle de deux rues. Elle présente un appareillage à bossages de faible relief ; un demi-cercle sommé d'un écusson royal la couronne. Jadis à hauteur des passants, son mascaron d'où jaillissait l'eau a disparu.

## Historique
Au début du XVIe siècle, le fabricant d'évantails Claude Aubry fait bâtir un immeuble adossé à l'hôpital de la Trinité. En même temps s'élève, sur sa façade, la « fontaine de la Reine » appelée aussi « fontaine Greneta »,.
En 1732, l'architecte Jean Beausire édifie à cet endroit une seconde fontaine, toujours en place. À cette occasion, il s'associe pour la première fois à l'un de ses fils.